# Halima Hachlaf
Halima Hachlaf (sinh ngày 6 tháng 9 năm 1988 tại Khénifra) là một vận động viên người Ma rốc chuyên về 800 mét. Cô là em gái của Abdelkader Hachlaf, một vận động viên leo dốc quốc tế. Cô đã giành huy chương bạc trong 800 m tại Đại hội Thể thao Địa Trung Hải và Jeux de la Francophonie năm 2009. Cá nhân tốt nhất của cô cho khoảng cách là 1: 58,27.

## Sự nghiệp trẻ
Hachlaf bắt đầu sự nghiệp quốc tế từ khi còn nhỏ, thi đấu ở cự ly 800 mét tại Giải vô địch trẻ thế giới năm 2003 về điền kinh khi cô mười bốn tuổi. Cô đủ điều kiện cho vòng bán kết nhưng không thể hoàn thành cuộc đua. Cô đã thành công lớn hơn tại Giải vô địch thế giới thiếu niên năm 2004 vào năm sau, khi cô đạt thành tích cá nhân cao nhất là 2: 06,44 trong trận đấu nóng bỏng và lọt vào trận chung kết sự kiện, kết thúc thứ chín. Năm 2005, lần đầu tiên cô tham gia Giải vô địch quốc gia xuyên quốc gia IAAF và lần thứ 31 chung cuộc trong cuộc đua cơ sở. Tại Giải vô địch trẻ thế giới năm 2005, cô đã giành được sức nóng của mình và ghi lại thành tích tốt nhất mùa 2: 06.91 để kết thúc với vị trí á quân trong trận bán kết sau Teresa Kwamboka. Cô đã thất bại trong việc lặp lại hình thức này trong trận chung kết và đứng thứ tư trong thời gian 2: 08.61. Vào cuối năm, cô thi đấu tại Jeux de la Francophonie năm 2005, và giành được huy chương đồng ở nội dung tiếp sức 4 × 400 mét.
Cô là người đầu tiên trong 400 mét tại Giải vô địch thiếu niên khu vực phía Bắc châu Phi vào tháng 7 năm 2006, nhưng đã bị Aicha Rezig đánh bại ở vị trí thứ hai trong chuyên môn của mình. Cô đã lọt vào bán kết Giải vô địch thế giới thiếu niên năm 2006 về điền kinh và chạy tại Giải vô địch quốc gia xuyên quốc gia IAAF năm 2007, giành vị trí thứ 46. Cuối năm đó, cô đã điều hành một cá nhân tốt nhất là 2: 02,60 tại một cuộc họp ở Biberach, Đức - một dấu ấn khiến cô trở thành người phụ nữ nhanh thứ ba trong năm đó. Cô đã giành được hai huy chương tại Giải vô địch thiếu niên châu Phi năm 2007 về điền kinh, giành HCB năm 800 m và một đồng trong 1500 mét. Điểm nổi bật năm 2008 cho Hachlaf là kết thúc ở vị trí thứ tư tại Giải vô địch châu Phi 2008, nơi cô kết thúc trong thời gian 2: 04,74 sau Agnes Samaria.

## Đột phá cao cấp
Mùa giải 2009 đã mang lại những cải tiến đáng kể cho Hachlaf. Cô đã thiết lập thời gian tốt nhất mới là 2: 00.91 cho huy chương bạc tại Đại hội Thể thao Địa Trung Hải năm 2009, mặc dù cô đã hơi đứng sau Elisa Cusma, người đã lập kỷ lục Games. Cô đã tham dự cuộc thi cấp cao toàn cầu đầu tiên của mình vào tháng sau, Giải vô địch thế giới về điền kinh năm 2009. Hachlaf đã ghi lại thời gian vòng loại nhanh thứ năm trong giai đoạn nóng bỏng, nhưng cô đã không thể hoàn thành vòng bán kết, bỏ cuộc đua giữa chừng. Cô khép lại một năm với sự xuất hiện tại Jeux de la Francophonie năm 2009, nơi cô giành được một huy chương bạc khác, vừa bị đánh bại bởi người đồng hương Seltana Aït Hammou. Vào ngày cuối cùng của cuộc thi, cô đã giành huy chương đồng cho Ma-rốc ở 4 × 400   m rơle.
Ma-rốc đã xuất hiện trong nhà toàn cầu đầu tiên của mình tại Giải vô địch trong nhà thế giới IAAF 2010 vào tháng 3, nhưng đã bỏ lỡ vòng loại trong giai đoạn nóng. Vào đầu mùa giải ngoài trời, cô đã giành được một chiến thắng bất ngờ trước người đồng hương Hasna Benhassi tại Cuộc họp Quốc tế Mohammed VI khácthlétisme de Rabat trong một cuộc chạy tốt nhất cá nhân 2: 00.63. Vài ngày sau, cô chạy tại Gala vàng ở Rome và có một chiến thắng đáng kể trước các huy chương vô địch thế giới Janeth Jepkosgei và Jenny Meadows. Cô đã thoải mái giành chiến thắng trong thời gian 1: 58,40 tại cuộc họp Diamond League, cải thiện khả năng của mình hơn hai giây và ghi được chiến thắng lớn đầu tiên trong sự nghiệp.

## Cấm do doping
Cô đã thực thi lệnh cấm thi đấu 4 năm, do bất thường trong hộ chiếu sinh học, kéo dài từ ngày 14 tháng 10 năm 2013 đến ngày 18 tháng 12 năm 2017. Điều này khiến cô trở thành vận động viên thứ hai trong gia đình nhận lệnh cấm doping, vì anh trai cô Abdelkader Hachlaf đã bị cấm sử dụng doping vào năm 2004.

## Thành tích cá nhân tốt nhất
| Nội dung | Thời gian (phút) | Địa điểm      | Ngày                    |
| -------- | ---------------- | ------------- | ----------------------- |
| 800 m    | 1: 58,27         | Oslo, Na Uy   | Ngày 9 tháng 6 năm 2011 |
| 1500 m   | 4: 06,69         | Rabat, Ma-rốc | Ngày 9 tháng 6 năm 2013 |

- Tất cả thông tin được lấy từ hồ sơ IAAF.

## Thành tích
| Năm                | Giải đấu                          | Địa điểm                  | Thứ hạng           | Nội dung               | Chú thích          |
| Representing Maroc | Representing Maroc                | Representing Maroc        | Representing Maroc | Representing Maroc     | Representing Maroc |
| ------------------ | --------------------------------- | ------------------------- | ------------------ | ---------------------- | ------------------ |
| 2003               | World Youth Championships         | Sherbrooke, Canada        | 21st (h)           | 800 m                  | 2:12.66            |
| 2004               | World Junior Championships        | Grosseto, Italy           | 9th                | 800 m                  | 2:09.26            |
| 2005               | World Cross Country Championships | Saint-Galmier, France     | 31st               | Junior race (6.153 km) | 22:42              |
| 2005               | World Youth Championships         | Marrakech, Morocco        | 4th                | 800 m                  | 2:08.61            |
| 2005               | Francophonie Games                | Niamey, Niger             | 4th                | 800 m                  | 2:09.64            |
| 2005               | Francophonie Games                | Niamey, Niger             | 3rd                | 4 × 400 m relay        | 3:42.48            |
| 2006               | World Junior Championships        | Bắc Kinh, China           | 12th (sf)          | 800 m                  | 2:07.07            |
| 2007               | World Cross Country Championships | Mombasa, Kenya            | 46th               | Junior race (6 km)     | 24:01              |
| 2007               | African Junior Championships      | Ouagadougou, Burkina Faso | 2nd                | 800 m                  | 2:06.13            |
| 2007               | African Junior Championships      | Ouagadougou, Burkina Faso | 3rd                | 1500 m                 | 4:20.91            |
| 2007               | Pan Arab Games                    | Cairo, Egypt              | 3rd                | 800 m                  | 2:09.50            |
| 2008               | African Championships             | Addis Ababa, Ethiopia     | 4th                | 800 m                  | 2:04.74            |
| 2009               | Mediterranean Games               | Pescara, Italy            | 2nd                | 800 m                  | 2:00.91            |
| 2009               | World Championships               | Berlin, Germany           | 23rd (sf)          | 800 m                  | DNF                |
| 2009               | Francophonie Games                | Beirut, Lebanon           | 2nd                | 800 metres             | 2:02.76            |
| 2009               | Francophonie Games                | Beirut, Lebanon           | 3rd                | 4 × 400 m relay        | 3:37.72            |
| 2010               | World Indoor Championships        | Doha, Qatar               | 8th (h)            | 800 m                  | 2:03.81            |
| 2010               | African Championships             | Nairobi, Kenya            | 8th                | 800 m                  | DNF                |
| 2011               | World Championships               | Daegu, South Korea        | 24th (sf)          | 800 m                  | DNF                |
| 2012               | Olympic Games                     | London, Great Britain     | 11th (sf)          | 800 m                  | 11th               |
| 2013               | World Championships               | Moskva, Russia            | 11th (sf)          | 800 m                  | 11th               |